# Cvetelin Čunčukov
Cvetelin Čunčukov (in bulgaro Цветелин Чунчуков?; traslitterazione anglosassone: Tsvetelin Chunchukov; Sofia, 26 dicembre 1994) è un calciatore bulgaro, attaccante dell'Atyrau.

## Carriera

### Club
Ha sempre giocato nel campionato bulgaro.

### Nazionale
Ha debuttato con la maglia della nazionale Under-21 durante le qualificazioni al campionato europeo di categoria del 2015.

## Palmarès

### Club

#### Competizioni nazionali
- Campionato bulgaro: 2

Ludogorec: 2015-2016, 2016-2017
- Coppa di Bulgaria: 1

Slavia Sofia: 2017-2018